# Midnight Sun (Aimerのアルバム)
『Midnight Sun』（ミッドナイト・サン）は、Aimerの2枚目のオリジナルアルバム。2014年6月25日にデフスターレコーズから発売された。

## 概要
シングル曲「RE:I AM」「星の消えた夜に」「眠りの森」「StarRingChild」を含むアルバム。初回盤は、星屑クリアトレイ仕様でスペシャルカバースリーブおよびAimer初のワンマンライブチケット最速先行受付応募IDが封入された。なお初回盤は稀少品となっており、中古市場やネットオークション（ECサイト）においては高価値で取引されている。

## 収録曲

### CD
1. WHEN YOU WISH UPON A STAR -prologue- (1:13)
作詞：ネッド・ワシントン　作曲：リー・ハーライン　編曲：玉井健二、釣俊輔
2. 眠りの森 (4:33)
作詞：aimerrhythm　作曲：飛内将大　編曲：玉井健二、飛内将大
3. 7月の翼 (4:44)
作詞：aimerrhythm　作曲：百田留衣　編曲：玉井健二、釣俊輔
4. words (5:56)
作詞・作曲：阿部真央　編曲：玉井健二、百田留衣
5. Cold Sun (5:09)
作詞：aimerrhythm　作曲：横山裕章　編曲：玉井健二、大西省吾
6. AM03:00 (5:58)
作詞：aimerrhythm　作曲：give me wallets　編曲：玉井健二、内山肇
7. 小さな星のメロディー (5:11)
作詞：aimerrhythm　作曲：井尻希樹　編曲：玉井健二、南田健吾
8. VOICE (4:46)
作詞：aimerrhythm　作曲：飛内将大　編曲：玉井健二、飛内将大
9. RE:I AM (5:45)
作詞・作曲・編曲：澤野弘之
10. StarRingChild (5:28)
作詞・作曲・編曲：澤野弘之
11. 星の消えた夜に (Re-echoed by Genki Rockets x give me wallets) (5:50)
作詞：aimerrhythm　作曲：飛内将大　編曲：Genki Rockets, give me wallets
12. Iris (5:01)
作詞：aimerrhythm　作曲：飛内将大　編曲：玉井健二、飛内将大
13. WHEN YOU WISH UPON A STAR (2:22)
作詞：ネッド・ワシントン　作曲：リー・ハーライン　編曲：玉井健二、釣俊輔

### 初回生産限定盤 DVD DFCL-2069
1. 今日から思い出
2. 眠りの森
3. ポラリス
4. RE:I AM
（Live ver. from リスアニ!LIVE-4@武道館 2014/1/25）

## アルバム参加ミュージシャン
- ベース - 古川貴浩 (M2)、田辺トシノ (M9,10)
- ドラム - 山内優 (M9, 10)
- エレクトリック・ギター - 飯室博 (M9, 10)、佐々木貴之 (M12)
- バックグラウンド・ヴォーカル - 河合夕子, cAnON., Akiko Shimodoi, Ai Inoue, *Hikaru, Sen, Helo-J, yassh!! (#8)
- ストリングス - DAISENSEI MUROYA strings
- ピアノ・キーボード - 澤野弘之 (M9, 10)
- プログラミングと上記以外の楽器演奏 - 釣俊輔 (M1, 3, 13)、飛内将大 (M2, 8)、百田留衣 (M4, 11)、大西省吾 (M5, 6)、南田健吾 (M7)、澤野弘之 (M9, 10)、野間康介 (M12)

## 制作クレジット
- プロデューサー - 玉井健二 (M1-8, 11-13)、澤野弘之 (M9, 10)
- ディレクター - 森岡英貴 (M1-8, 11-13)、堀口泰史 (M9, 10)
- エグゼクティブ・プロデューサー - 村松俊亮、桂田大助、岸本俊一、玉井健二
- レコーディング・エンジニア - 森真樹 (M1-8, 12, 13), 百田留衣 (M11)
- ミキシング・エンジニア - 森真樹 (M1, 3, 7-8, 12, 13)、関根青磁 (M2, 4-6)、百田留衣 (M11)
- レコーディング・ミキシング・プロツールス・エンジニア - 相澤光紀 (M9, 10)
- アシスタント・エンジニア - 鈴木翔 (M9)、鈴木寛明 (M9, 10)、高西和明 (M10)
- マスタリング・エンジニア - 茅根裕司
- ボーカル・アレンジ - 河合夕子 (M10)
- DVDディレクター - きのしたがく (D1-3)

- アート・ディレクション＆デザイン - 松田剛
- フォトグラファー - 加藤アラタ
- スタイリスト - 赤石侑香
- ヘアメイクアーティスト - 大西あけみ
- Props - Suzuki STUDIO

## リリース日一覧
| 地域 | リリース日    | レーベル               | 規格                   | カタログ番号     | 備考                        |
| ---- | ------------- | ---------------------- | ---------------------- | ---------------- | --------------------------- |
| 日本 | 2014年6月25日 | DefSTAR RECORDS        | 12cmCD+DVD             | DFCL-2068, 2069  | 初回生産限定盤              |
| 日本 | 2014年6月25日 | DefSTAR RECORDS        | 12cmCD                 | DFCL-2070        | 通常盤                      |
| 日本 | 2014年6月25日 | DefSTAR RECORDS        | デジタル・ダウンロード | 882310303        | iTunes Store                |
| 日本 | 2014年6月25日 | Sony Music Labels Inc. | デジタル・ダウンロード | A1000528488      | レコチョク AAC 128/320kbps  |
| 日本 | 2014年6月25日 | Sony Music Labels Inc. | デジタル・ダウンロード | 4560429727286    | mora AAC-LC 320kbps         |
| 日本 | 2014年6月25日 | Sony Music Labels Inc. | デジタル・ダウンロード | B00L171XRU       | Amazon.co.jp                |
| 日本 | 2014年6月25日 | Sony Music Labels Inc. | デジタル・ダウンロード | A1004657079      | レコチョク FLAC 96kHz 24bit |
| 日本 | 2014年6月25日 | Sony Music Labels Inc. | デジタル・ダウンロード | 4562104049249    | mora FLAC 96kHz 24bit       |
| 日本 | 2014年9月17日 | Sony Music Labels Inc. | デジタル・ダウンロード | 823              | HD-music FLAC 96kHz/24bit   |
| 日本 | 2016年7月13日 | Sony Music Labels Inc. | デジタル・ダウンロード | smj4560429727200 | e-onkyo FLAC 96kHz 24bit    |

## タイアップ
| 曲名                     | タイアップ                                          |
| 「小さな星のメロディー」 | (株)A.T.brides すぐ婚navi TV-CMソング               |
| 「RE:I AM」              | 機動戦士ガンダムUC episode 6 「宇宙と地球と」主題歌 |
| 「StarRingChild」        | 機動戦士ガンダムUC episode 7「虹の彼方に」主題歌    |

## 購入者特典
- TSUTAYA RECORDS限定 オリジナル絵本「今日から思い出」 [11]
- 2014年9月4日 TSUTAYA RECORDS限定 Aimer初のワンマンライブ特別ご招待応募ハガキ
- HMV限定　オリジナル絵本「ポラリス」＆Aimerミニライブ「Stardust August」特別ご招待応募ハガキ
- TOWER RECORDS限定　オリジナル絵本「眠りの森」
- TOWER RECORDS渋谷店・新宿店限定 ミニライブ「TOWER OF LOVERS Vol.4」
- 山野楽器限定　Aimer『Midnight Sun』リリース記念ミニライブご招待
- 福岡限定企画　ミニライブ「Live in Chapelle Des Ange」ご招待
- 店舗限定　Aimer『Midnight Sun』告知ポスター

## カバー
| 曲名     | リリース      | アーチスト | 収録作品        | 備考         |
| -------- | ------------- | ---------- | --------------- | ------------ |
| 「word」 | 2015年2月18日 | 阿部真央   | 『おっぱじめ!』 | セルフカバー |